# راندي فينسترا
راندال لي فينسترا (بالإنجليزية: Randall Lee Feenstra)‏ هو سياسي أمريكي من الحزب الجمهوري ولد في يوم 14 يناير 1959 في قرية هول في ولاية آيوا لعائلة ذات أصل هولندي. في سنة 2020 انتخب ليكون عضو في مجلس النواب الأمريكي كممثل للمقاطعة الرابعة في ولاية آيوا. يعرف بكونه جمهوري معتدل.